# Kronologija Domovinskog rata: srpanj 1992.

### 2. srpnja
- O sudbini trojice vukovarskih zarobljenika koje je srpski vojni sud osudio na smrt saznat će cijela Amerika, izjavila u Zagrebu Amelia Robinson, članica Schillerovog instituta i zagovornica zaštite ljudskih prava.[1]
- Deklaracija Hrvata i drugih prognanih iz Vojvodine: Hoćemo samostalnu, demokratsku, slobodnu i demilitariziranu Vojvodinu.[1]
- UNPROFOR preuzeo odgovornost za sjeverni i južni sektor, izjavio general Satish Nambiar, zapovjednik zaštitnih snaga UN u Hrvatskoj.[1]
- S utvrda na Motajici četnici pojačavaju topničke napade na posavska sela i Slavonski Brod.[1]
- S četnicima u Bosni je mnogo ruskih i rumunjskih plaćenika, izjavio Sefer Halilović, zapovjednik TO BiH.[1]
- Federalna porota suda u Phoenixu, u Arizoni, oslobodila Hrvata Ivana Kapetanovića optužbi za navodni pokušaj krijumčarenja oružja iz SAD. Hrvatski domoljub bio žrtva isforsirane, namještene operacije američke carinske službe.[1]

### 3. srpnja
- Prognano 186 Hrvata s drniškog područja za posljednja 2 dana.[1]
- Ružičaste zone u općinama Zadar, Biograd, Benkovac, Drniš i Sinj trebale bi biti demilitarizane za nekoliko dana, izjavili zapovjednik sektora Jug general Arap Rob i koordinator za civilna pitanja UNPROFOR-a Viktor Andrejev.[1]
- Pismo Helsinki Watcha vodstvu SRJ: suđenim braniteljima Vukovara silom iznuđivana priznanja.[1]
- Ministar inozemnih poslova BiH Haris Silajdžić upozorava da operacija sarajevski aerodrom odvlači pažnju od rata u BiH.[1]

### 4. srpnja
- Zapovjednik snaga UNPROFOR-a u Sarajevu general Lewis MacKenzie izjavio da će zatvoriti sarajevski aerodrom, bude li ga se bombardiralo.[1]
- Prvim zrakoplovom koji je poslije sankcija UN sletio iz inozemstva na beogradski aerodrom stigao kandidat za premijera SRJ Milan Panić, američki državljanin srpskog podrijetla.[1]
- Boutros Ghali izjavio u Londonu da bi, ako se UN odluče za vojnu akciju u bivšoj Jugoslaviji, ona bila usporediva s akcijom protiv Iraka nakon njegove agresije na Kuvajt.[1]

### 5. srpnja
- Beogradska suđenja na kojima su osuđeni na smrt branitelji Vukovara nelegalna su, stoji u pismu Nevena Jurice, predsjednika saborskog Odbora za zaštitu ljudskih prava upućenom Amnesty Internationalu.[1]
- Četnicima u okolici Mostara stiže pomoć iz Srbije, izjavljuje Općinski stožer HVO Mostar.[1]

### 6. srpnja
- Poštujemo suverenost BiH, izjavio predsjednik Republike Hrvatske dr. Franjo Tuđman na konferenciji za novinare u Zagrebu.[1]
- Hrvati su za BiH a protiv unitarizma, stoji u pismu dr. Franje Tuđmana upućenom Aliji Izetbegoviću.[1]
- U Vojnom tužiteljstvu u Zagrebu podignuta optužnica protiv Borislava Mikelića, Dušana Jovića i drugih četničkih moćnika Banije.[1]
- HVO je za nezavisnu BiH, izjavio predsjednik Hrvatske zajednice Herceg-Bosne Mate Boban.[1]
- Hrvatima i Muslimanima u Banjaluci dan ultimatum da za 48 sati napuste tzv. srpsku krajinu.[1]
- Novi dokazi o planskoj likvidaciji nesrpskih naroda u Vojvodini.[1]
- Četnici vrše ekocid u Baranji i drugim područjima za koja je nadležna županija Osijek. Štete se procjenjuju na 34 milijuna maraka.[1]
- U Istru stiglo novih 1.300 izbjeglica iz BiH.[1]
- Skupština KESS-a, uoči summita u Helsinkiju, prihvatila Deklaraciju o Jugoslaviji i osudila nasilja na tlu bivše države za koja su, kako stoji, najviše odgovorna vodstva Srbije i bosanskih Srba.[1]

### 7. srpnja
- Izborna komisija Republike Hrvatske utvrdila listu kandidata za predsjednika Republike, a to su: Dražen Budiša (HSLS), prof. dr. Ivan Cesar (HKDS), dr. Savka Dabčević-Kučar (HNS), Silvije Degen (SSH), Dobroslav Paraga (HSP), dr. Franjo Tuđman (HDZ), dr. Marko Veselica (HDS), i dr. Antun Vujić (SDH).[1]
- Hrvatske snage u silovitom napadu duboku potisnule na dubrovačkom bojištu četnike prema Trebinju.[1]
- Okružno javno tužiteljstvo u Varaždinu podignulo optužnicu protiv ubojica europskih promatrača, pilota JNA Dobrivoja Opačića i Emira Šišića, koji su raketama srušili helikopter EZ.[1]
- Sedmorica šefova sedam najmoćnijih zemalja svijeta zatražila, na sastanku u Münchenu, isključenje tzv. Jugoslavije iz Svjetske zajednice i njezinih organizacija.[1]

### 9. srpnja
- Goloruki, ali hrabri, hrvatski narod dao znatan doprinos novim odnosima u Europi, afirmaciji prava malih naroda na identitet i državnost, istakao u svom govoru na Plenarnoj sjednici Konferencije o europskoj sigurnosti i suradnji u Helsinkiju predsjednik Republike Hrvatske dr. Franjo Tuđman.[1]
- Predsjednici Hrvatske i BiH, dr. Franjo Tuđman i Alija Izetbegović, u zajedničkoj izjavi objavljenoj u Helsinkiju, složili se da zajednički interes obrane treba ostvariti naporima i sredstvima koja predviđa Povelja UN i na kojima se osnivaju dokumenti Konferencije o europskoj sigurnosti i suradnji.[1]
- Veliko krivično vijeće Okružnog suda u Šibeniku osudilo generale bivše JNA Ratka Mladića i Špiru Nikovića, te još pet jugo-časnika na 125 godina zatvora.[1]
- Zrakoplovi SRJ u Podveležju nedaleko Mostara bacali kasetne bombe i bojne otrove.[1]

### 10. srpnja
- Dr. Franjo Tuđman razgovarao u Helsinkiju s premijerom tzv. SR Jugoslavije Milanom Panićem.[1]
- Deklaracija o Jugoslaviji prihvaćena prešutno na kraju helsinškog skupa kao prijedlog predsjednika BiH Alije Izetbegovića.[1]
- Ministarstko vijeće Zapadnoeuropske unije (WEU) na helsinškom skupu odlučilo poslati ratne brodove u Jadran, kako bi s mora nadzirali provedbu sankcija Vijeća sigurnosti protiv Srbije i Crne Gore.[1]
- Srpski agresor koncentrira na Palama iznad Sarajeva velike količine ljudstva i oružja iz Srbije i Crne Gore.[1]
- Izvršni direktor Svjetske banke za središnju Europu Kemal Derviš razgovarao u Zagrebu s potpredsjednikom Vlade mr. Juricom Pavelićem o modalitetima učlanjenja Hrvatske u ovu instituciju.[1]

### 11. srpnja
- Odlučno tvrdim da ne postoji bilo kakvo prisilno katehiziranje srpsko-pravoslavne djece, izjavio kardinal dr. Franjo Kuharić u povodu takve tvrdnje mitropolita Pravoslavne zagrebačko-ljubljanske arhiepiskopije Jovana Pavlovića.[2]
- Autobusi s arkanovcima i šešeljevcima i dalje stižu na Pale.[2]
- Ministar inozemnih poslova BiH Haris Silajdžić, zbog napada na Goražde, uputio apel za pomoć Bushu, Ghaliju, Majoru, Zapadnoeuropskoj uniji, i KESS-u.[2]

### 12. srpnja
- Usprkos svim naporima međunarodne zajednice, situacija u Hrvatskoj i BiH se drastično pogoršava, stoji u pismu ministra vanjskih poslova Hrvatske dr. Zdenka Škrabala glavnom tajniku UN Boutrosu Ghaliju, u kome traži hitno sazivanje Vijeća sigurnosti.[2]
- Nismo nasjeli zamkama srpskih generala da krenemo u totalni rat protiv jugoarmije kad je ona napala Sloveniju, rekao dr. Franjo Tuđman, na skupu HDZ-a u Đurđevcu.[2]
- Više od 60 posto Modriče je porušeno, izjavili modrički novinari koji su među posljednjima napuštali grad, prije nego što je okupran od jugovojske.[2]
- Jugoslavija pravno ne postoji, stoji u objavljenom Mišljenju br. 8 Arbitražne komisije Mirovne konferencije.[2]

### 13. srpnja
- Hrvatska dosad zbrinula više od 360.000 izbjeglica iz BiH (uz svojih 270.000 prognanika), priopćila hrvatska Vlada.[2]
- Nekoliko tisuća stanovnika derventske, odžačke i bosanskobrodske općine prešlo Savu i pred ofenzivom srpske vojske potražilo spas u Hrvatskoj.[2]

### 15. srpnja
- Započelo premještanje bosanskih izbjeglica iz Slavonskog Broda u inozemstvo.[2]
- Srpski zrakoplovi bacili 12 kasetnih bombi na Donju Mahalu i Tolisu kod Orašja.[2]
- Milan Panić, premijer SR Jugoslavije, ostaje Amerikanac, objavio State Department.[2]
- Srpski seljaci iz tzv. krajine, Slavonije, Baranje i zapadnog Srijema, ne žele prodavati pšenicu za bezvrijedne jugodinare u Srbiji, a ne smiju je prodavati u Hrvatskoj, gdje im se nudi znatno povoljnija cijena.[2]
- U odvojenim sobama u Londonu lord Carrington razgovarao s čelnicima triju strana u BiH, ali bez uspjeha.[2]

### 16. srpnja
- Uskoro Veleposlanstvo BiH u Zagrebu.[2]
- Predsjednik Republike Hrvatske dr. Franjo Tuđman razgovarao u Zagrebu s ministrom vanjskih poslova Velike Britanije i predsjedateljem ministarskog vijeća EZ Douglasom Hurdom.[2]
- Bosanski Srbi ispalili granatu na izbjeglički centar u Slavonskom Brodu, 12 osoba poginulo a šezdesetak ranjeno.[2]
- S položaja na Guči, u susjednoj državi Srbiji, srbijanska vojska tukla po oslobođenom dijelu Zvornika zapaljivim i granatama s bojnim otrovima, rekao Željko Knez, načelnik Oružanih snaga BiH u Tuzli.[2]
- Novinar zagrebačkog Večernjeg lista Shefki Ukaj uhićen i fizički maltretiran na graničnom prijelazu General Janković između Makedonije i Kosova od srpske policije zato što je imao zagrebačke novine.[2]
- Hrvatska uskoro član Srednjoeuropske inicijative.[2]

### 18. srpnja
- Hrvatska, Slovenija i BiH primljene u punopravno članstvo Srednjoeuropske inicijative.[2]
- Plave Kacige umjesto intervencije. Vijeće sigurnosti dočekalo londonski sporazum o prekidu vatre u BiH kao spasonosno rješenje.[2]
- Bez pomoći Europe Hrvatska ne može više osigurati izbjeglicama osnovne životne potrebe, izjavio predsjednik Vlade Republike Hrvatske dr. Franjo Gregurić na zasjedanju Srednjoeuropske inicijative.[2]
- Mađarska zaoštrila kriterije ulaska izbjeglica i prognanika.[2]
- Na Goražde od 4. svibnja do danas palo više od 30.000 granata - izjavio predsjednik općine Goražde Hadžo Efendić.[2]

### 19. srpnja
- Pri slijetanju u Sarajevo pogođena dva francuska zrakoplova.[2]
- U Hrvatskoj i BiH za sada angažirano 2.311 francuskih vojnika i časnika, a do kraja mjeseca za Sarajevo će otputovati još 700 francuskih plavaca, izjavio francuski general Phillipe Morillon.[2]
- Predsjednik i potpredsjednik Skupštine općine Vojnić Rade Gaćeša i Nikola Trbojević od Vojnog suda u Karlovcu osuđeni na po 12 godina zatvora zbog organiziranja oružane pobune protiv Republike Hrvatske.[2]

### 20. srpnja
- U Zagrebu potpisan protokol o diplomatskim odnosima Hrvatske i Grčke.[2]
- Unatoč UNPROFOR-u, nastavljen teror u okupiranoj obrovačkoj općini.[2]
- U Kljajićevu, selu kraj Sombora, premlaćivanjem ubijen čuvar župnog ureda Johann Raab. Vojvodinu napustilo 17.000 Hrvata.[2]
- Nastave li Srbi ovako u BiH, Europa će dobiti dva milijuna gnjevnih, prognanih europskih Palestinaca, izjavio je Tilman Zulch, predsjednik Društva za ugrožene narode iz Goetingena.[2]

### 21. srpnja
- Suglasili smo se o uređenju BiH na osnovi tri konstitutivna naroda, izjavio predsjednik Republike Hrvatske dr. Franjo Tuđman, nakon razgovora s Alijom Izetbegovićem u Zagrebu.[3]
- Vojni sud u Osijeku osudio Vojislava Šešelja na četiri i pol godine zatvora, a Milana Paroškog na četiri, jer su na mitingu u selu Jagodnjak raspirivali međunacionalnu mržnju.[3]
- U Goraždu više od 2.000 mrtvih, gotovo 5.000 ranjenih, a oko 500 ljudi vode se kao nestali, javljaju radioamateri iz opkoljenog grada.[3]
- Pripadnici pričuvnog sastava Hrvatske vojske pronašli 6.982 mine, 2.430 raketa, 12.948 granata, 1.257 bombi, 32.229 detonatora i različitog eksploziva razasutog u i oko Rijeke od pripadnika JNA.[3]
- Njemačka vlada odlučila primiti još 5.000 izbjeglica iz BiH.[3]
- Srbijanski predsjednik Slobodan Milošević kategorički odbio ideju o konferenciji o Kosovu, koju mu je predložio lord Carrington.[3]
- Šefovi diplomacija 12 zemalja odlučili zatražiti u Bruxellesu isključenje Srbije i Crne Gore iz međunarodnih organizacija.[3]
- Srbi nekažnjeno provode politiku sustavnog masakra i preseljenja stanovništva: 2 500.000 izbjeglica, 4.000 mrtvih ili nestalih svakog tjedna samo u BiH. Stari kontinent to nije doživio poslije drugog svjetskog rata, piše pariški Figaro.[3]
- U srpskim logorima u BiH ubijalo se električnim kabelima, željeznim šipkama, pa i bušilicama, izjavili izbjeglice austrijskoj televiziji.[3]

### 22. srpnja
- Predsjednici dr. Franjo Tuđman i Alija Izetbegović potpisali u Zagrebu s:Sporazum o prijateljstvu i suradnji između Republike Hrvatske i Republike BiH.[3]
- Vojni sud u Splitu izrekao kazne devetnaestorici čelnika tzv. SAO krajine, među kojima Milanu Babiću (15 g. zatvora), Milanu Martiću (12), Lazaru Macuri (12), Jovanu Raduloviću (12), itd. zbog ugrožavanja teritorijalne cjelovitosti Hrvatske.[3]
- U Karlovac preko Gline stiglo 3.800 izbjeglica iz Dvora na Uni i Bosanskog Novog.[3]
- Ministar vanjskih poslova Njemačke Klaus Kinkel osudio u Bundestagu srbijansko vodstvo kao najodgovornije za rat u BiH, istakavši da međunarodna zajednica nikad neće priznati silom promijenjene granice.[3]

### 23. srpnja
- Podgorički korpus srbo-crnogorske vojske odbio dugo najavljivane pregovore o povlačenju okupatora iz Konavala i Cavtata.[3]
- Nakon što su se Srbi i Crnogorci prije četrdesetak godina uselili u kuće pola milijuna prognanih Nijemaca iz Vojvodine, njihovi rođaci se u drugoj srpskoj kolonizaciji danas useljavaju u kuće dosad 17.000 prognanih Hrvata.[3]
- U okupiranom dijelu Slavonije 93.000 ha najplodnije zemlje nije obrađeno.[3]
- U selu Miska Glava nedaleko Ljubije u Sjeverozapadnoj Bosni tamošnji su Srbi brutalno ubili 17 zatočenih osoba (uglavnom Muslimana iz prijedorskih sela Hambarine, Rizvanovići, Bišćani...) koje su uhitili i zatočili u zgradi tamošnje škole[3]
- Boutros Ghali osudio lorda Carringtona što je napravio sporazum s delegacijama iz BiH ne savjetovavši se s UN.[3]
- Žigovima i papirima opljačkanim u Hrvatskoj i BiH tvrtke u Srbiji lažno dokumentiraju svoju trgovinu s Njemačkom.[3]

### 24. srpnja
- Svijet mirno gleda kako 32 posto Srba iz BiH istjeruje većinsko stanovništvo - izjavio novinarima dr. Adalbert Rebić predstojnik Ureda za prognanike i izbjeglice Vlade Hrvatske.[3]
- Hrvati su u ovom trenutku jedini realni saveznici Muslimanima i ključno je pitanje je li Izetbegović spreman dogovoriti vojni savez s državom koja mu jamči povijesne granice - piše sarajevsko Oslobođenje.[3]
- Premijer tzv. SR Jugoslavije Milan Panić za rat optužio 1.200 razbojnika koji apsolutno ne toleriraju ni ne poštuju nikoga.[3]
- Njemački kancelar Helmut Kohl naredio ispitivanje novinskih navoda kako su njemačke tvrtke kršile embargo protiv Srbije.[3]
- Jugoslavija isključena iz OECD, Organizacije za ekonomski razvoj, koja okuplja 24 industrijski razvijene zemlje, javlja agencija DPA.[3]

### 25. srpnja
- Srbi s prostora općina Prijedor i Sanski Most su oko 17 sati završili svoj dvodnevni zločinački pir na prostoru hrvatskih sela Briševo, Raljaš i Stara Rijeka nedaleko Ljubije, tijekom kojeg su počinili nezapamćena zločinačka zvijerstva - brutalno su poubijali i izmasakrirali 68 Hrvata, civila - oba spola i svih uzrasta, mještana navedenih sela, a preko 40 Hrvata su uhitili i zatočili u logore Krings i Betonirka u Sanskom Mostu te Keraterm i Omarska u Prijedoru.[3]
- Naoružani bosanski Srbi su poubijali (strijeljali), na lokalitetu zvanom Redak na prostoru rudnika željezne rude Ljubija nedaleko Prijedora u Sjeverozapadnoj Bosni više od 90 uhićenih i zavezanih civilnih osoba (tamošnjih Hrvata i Muslimana).[3]
- Milorad Pupovac je marioneta Slobodana Miloševića, izjavio predsjednik Srpske narodne stranke Milan Đukić.[3]
- Regionalno vijeće HVO srednje Bosne izdalo priopćenje u kojem se prosvjeduje što u BiH medijima nema mjesta za HVO kao i informaciju o napadu oružanih snaga BiH na postrojbe HVO u Stupu.[3]
- Od zime bi na području bivše Jugoslavije moglo ove godine umrijeti pola milijuna ljudi, upozorio izaslanik Visokoga komesarijata UN za izbjeglice Jose Maria Mendulice.[3]
- Na prostoru BiH još ne postoje uvjeti za nadzor UN nad teškim oružjem sučeljenih strana, mišljenje je glavnog tajnika UN Boutrosa Ghalija.[3]

### 26. srpnja
- Četnici se sami hvale kako crpu naftu u okupiranim Đeletovcima, a UNPROFOR tvrdi da nije tako, kaže Boris Veronek, upravitelj radilišta INA-Naftaplin u Đeletovcima.[3]
- U povodu Međunarodne konferencije o humanitarnoj pomoći žrtvama u bivšoj Jugoslaviji, predstavnici Švicarske izjavili u Bernu da su spremni primiti još 10.000 izbjeglica.[3]

### 27. srpnja
- Srpsko-crnogorska delegacija u Bruxellesu pokušava raspravu stručnjaka o sukcesiji bivše Jugoslavije vratiti na početak.[3]
- Besmisleno je nastaviti pregovore o miru u BiH, dok se ne utvrdi zašto se nisu ostvarili dosadašnji dogovori, izjavio Alija Izetbegović uoči novih razgovora triju delegacija s Carringtonom.[3]
- Uskoro argentinski veleposlanik u Zagrebu - dogovoreno u razgovorima dr. Franje Tuđmana i predsjednika Argentine Carlosa Saula Menema, koji se nalazi u posjetu Hrvatskoj i u njoj stacioniranim postrojbama UNPROFOR-a.[3]

### 28. srpnja
- Rušite Rijeku,naredio tadašnji načelnik generalštaba JNA Blagoje Adžić, kada su njegove jedinice morale napuštati ovaj grad, vidi se iz sada objavljenih dokumenata.[3]
- Nakon topničkog napada prekosavskih četnika na Oriovac, izgorjela tvornica Oriolik.[3]
- Počelo razoružanje tzv. milicije u Istočnom sektoru oko Osijeka, a oružje će biti pod kontrolom UNPROFOR-a.[3]
- Nesrpsko pučanstvo oko Bosanske Gradiške Srbi svakodnevno etnički čiste, izjavljuju u Crvenom križu Hrvatske.[3]
- Zbog sukoba na području bivše Jugoslavije više od 2,2 milijuna ljudi, uglavnom iz Hrvatske i BiH, napustilo svoje domove, podatak je Visokog komesarijata UN za izbjeglice.[3]
- Britanska javnost užasnuta činjenicama o srpskom teroru u BiH, koje je u Londonu iznio dr. Haris Silajdžić.[3]
- Demokratski kandidat za predsjednika SAD Bill Clinton pozvao na pojačanje ekonomske blokade Srbije, proširivanje ovlasti brodovima NATO i WEU u Jadranu, te da međunarodna zajednica optuži Miloševićev režim za pokolje nevinih civila.[3]

### 29. srpnja
- Čitava je Hrvatska bila okupirana, a nije istina da je to bila samo jedna četvrtina. Oslobođena je s najmanje mogućih žrtava. Uostalom ja sam sve učinio da do rata ne dođe, izjavio je predsjednik Republike Hrvatske dr. Franjo Tuđman u razgovoru s novinarima u Zagrebu.[3]
- Moramo jasno razdvojiti izbjeglice i prognanike, rekao predsjednik hrvatske Vlade dr. Gregurić. Prognanici su osobe s područja Hrvatske koje su pred terorom napustile ognjišta, a izbjeglice se u Hrvatsku sklanjaju iz drugi država.[3]
- Na britanskoj fregati Avenger-185 u Jadranu započeli pregovori predstavnika Hrvatske vojske s predstavnicima okupatorske vojske tzv. SRJ o bezuvjetnom njenom povlačenju s dubrovačkog područja.[3]
- Iz riječke luke, na temelju zahtjeva Vlade BiH, deportirano za BiH 4.000 građana te države.[3]
- Odbor Islamske zajednice i banjalučka udruženja Muslimana uputili javni prosvjed protiv nasilja nad Muslimanima pred očima lažno demokratske Europe i Amerike.[3]
- Snage UNPROFOR-a uskoro će preuzeti kontrolu 46 međunarodnih graničnih prijelaza Hrvatske sa Srbijom i BiH, stoji u najnovijem izvještaju Boutrosa Ghalija Vijeću sigurnosti.[3]
- Sadako Ogata, visoki komesar UN za izbjeglice, zatražila od zapadnih zemalja da pruže smještaj izbjeglicama.[3]

### 30. srpnja
- Nakon izvješća Boutrosa Ghalija, u kojem najavljuje kontrolu UNPROFOR-a na 46 graničnih prijelaza između Hrvatske i Srbije, dr. Milan Ramljak, predsjednik Državne komisije za UNPROFOR, izjavio da se ovim potezom konačno i manifestno priznaju hrvatske granice.[3]
- Srpske vlasti u krajini osnovale agenciju za preseljenje stanovništva.[3]
- Boutrosa Ghali u svom posljednjem izvješću prvi put priznao pravo Hrvatskoj na uspostavu međunarodne granice na rubovima zaštićenih zona, javljaju sredstva informiranja iz New Yorka.[3]
- Šef Ureda za vezu Agencije UN za izbjeglice u Zagrebu, izjavio da su ga srpske vlasti ucijenile da iz Bosanskog Novog evakuira 7.000 Muslimana, piše Los Angeles Times.[3]
- Predsjednik Zavičajne zajednice Ljubija, Luka Gavranović u otvorenom pismu izvijestio je svekoliku hrvatsku i svjetsku javnost o stravičnom zločinu genocida nad Hrvatima ljubijskog kraja u sjeverozapadnoj Bosni kojega su, 24. i 25. srpnja o.g. počinili bosanski Srbi - na najbrutalnije načine izmasakrirali su i poubijali 68 tamošnjih Hrvata, civila svih uzrasta i oba spola.[3]

### 31. srpnja
- Vlada Hrvatske verificirala sporazum o razmjeni zarobljenika potpisan u Ženevi 29. srpnja.[3]
- Hrvatska postala 137. zemlja članica IMO-a, Međunarodne pomorske organizacije UN specijalizirane za pomorsku sigurnost i sprječavanje onečišćavanja mora.[3]